# Loma de Sogotegoyo
Loma de Sogotegoyo är en ort i Mexiko.   Den ligger i kommunen Hueyapan de Ocampo och delstaten Veracruz, i den sydöstra delen av landet, 500 km öster om huvudstaden Mexico City. Loma de Sogotegoyo ligger 529 meter över havet och antalet invånare är 1 245.
Terrängen runt Loma de Sogotegoyo är kuperad, och sluttar söderut. Runt Loma de Sogotegoyo är det ganska tätbefolkat, med 54 invånare per kvadratkilometer. Närmaste större samhälle är Soteapan, 10,8 km öster om Loma de Sogotegoyo. Omgivningarna runt Loma de Sogotegoyo är en mosaik av jordbruksmark och naturlig växtlighet.